# Bethelkerk (Rotterdam)
De Bethelkerk in Rotterdam is een kerkgebouw dat zich bevindt in de wijk Overschie, gelegen aan de Oranjestraat 6.
Het gebouw is van 1923 maar werd pas na 1970 tot kerk verbouwd.  Het gebouw heeft een opvallende architectuur met invloeden van de Amsterdamse School. Het is niet alleen een plek voor religieuze bijeenkomsten, maar ook een locatie voor verschillende gemeenschapsactiviteiten en culturele evenementen. Het gebouw wordt gebruikt door de Nederlandse Gereformeerde Kerken.
Op  6 december 2023 brak er in de Bethelkerk een grote brand uit. Het gehele dak en een deel van de gevel van de kerk zijn ingestort.